# Миновичи, Николае
Николае Миновичи (рум. Nicolae Minovici, 23 октября 1868, Рымнику-Сэрат — 26 июня 1941 года) — румынский медик, врач, судебно-медицинский эксперт, криминалист, экспериментатор. Доктор наук.

## Биография

Эксперимент Николае Миновичи

Изучал медицину в колледже, он посещал курсы по психиатрии и патологической анатомии. Совершенствовался в Берлине и Париже. Вернувшись на родину, получил должность судебно-медицинского эксперта в Илфове, после нескольких лет работы был назначен руководителем румынской антропометрической службы. Работал профессором судебной медицины в Государственной школе наук в Бухаресте.
В 1892 году вместе со своим братом стал основателем Национального института судебной медицины Румынии, первого учреждения такого типа, получившего мировое признание. В 1932—1938 годах руководил этим институтом.
В 1898 году получил докторскую степень по криминалистике за новаторские исследования татуировок в Румынии. Исследовал, среди прочего, связь между татуировкой на теле и поведением преступника.
В числе его экспериментов были такие, как самоповешение, с целью выяснить, как оно влияет на организм человека, чтобы описать состояние, возникающее при асфиксии. Для своих экспериментов он сам вешался 12 раз разными методами и с разной продолжительностью, обычно не превышающей 5-10 секунд (максимальный эксперимент длился 26 секунд). Поначалу он справлялся своими силами — надевал себе на шею петлю, ложился на пол и тянул за другой конец, перекинутый через блок на потолке. Проведя предварительные опыты, продолжил эксперименты для создания картины полного повешения. Миновичи проделал огромную работу, проанализировав 172 случая повешения, но исследованию не хватало «живых» показаний. В итоге врач решил провести эксперимент на себе и сам полез в петлю. При помощи ассистента Миновичи удалось провисеть 26 секунд. Опыт, безусловно, жестокий — боли в горле и жажда мучили доктора последующие 10 дней. Но эксперимент имел большое значение для судебной медицины и послужил основой для разработки теории искусственного дыхания.
Н. Миновичи считается одним из основателей системы управления чрезвычайными ситуациями в больничных учреждениях.
Был основателем Ассоциации судебной медицины в Румынии, вёл дополнительные курсы психиатрии и патологической анатомии.
Умер Миновичи от болезни, поразившей его голосовые связки (вероятно сказались многочисленные эксперименты подвешивания, проводимые на себе).